# Druzjba (distrikt)
Druzjba (bulgariska: Дружба) är ett distrikt i Bulgarien.   Det ligger i kommunen Obsjtina Vidin och regionen Vidin, i den nordvästra delen av landet, 150 km norr om huvudstaden Sofia.
Trakten runt Druzjba består till största delen av jordbruksmark. Runt Druzjba är det ganska tätbefolkat, med 139 invånare per kvadratkilometer.